# 望郷江差 (三橋美智也の曲)
「望郷江差」（ぼうきょうえさし）は、1988年にリリースされた三橋美智也のシングル。

## 解説
歌謡生活35周年を記念して発表されたご当地ソングであり、1956年リリースの「江差恋しや」の姉妹編。ジャケットの写真は5年後の1993年に歌謡生活40周年記念曲「幻灯の町」で使用されたものと同じ。

## 収録曲
1. 望郷江差
  - 作詞:里村龍一／作曲:聖川湧／編曲:京建輔
2. 冬峠
  - 作詞:里村龍一／作曲:聖川湧／編曲:京建輔

| スタブアイコン | サブスタブ | この項目は、まだ閲覧者の調べものの参照としては役立たない、シングルに関連した書きかけの項目です。この項目を加筆・訂正などしてくださる協力者を求めています（P:音楽/PJ:楽曲）。 |